# Bean: The Ultimate Disaster Movie
Bean: The Ultimate Disaster Movie (vaak afgekort tot Bean of Bean: The Movie) is een komische Britse film uit 1997, gebaseerd op de televisieserie Mr. Bean, met in de hoofdrol Rowan Atkinson. De film werd geregisseerd door Mel Smith. Het nummer Picture of you fungeerde als themalied.

## Verhaal
Mr. Bean is suppoost in een Engels museum. Hij wordt gezien als de slechtste werknemer van het museum aller tijden. Daarom stuurt het bestuur hem voor drie maanden naar Amerika, waar het Grierson Museum iemand zoekt die het dure schilderij Whistler's Mother kan presenteren. In het museum wordt Mr. Bean als Dr. Bean gezien. In Amerika wordt Bean ontvangen door David Langley, een werknemer van het Grierson Museum. Al snel wordt in alles duidelijk dat Dr. Bean geen enkel verstand heeft van kunst. Hij verkiest bijvoorbeeld de kermis boven een cultureel middagje in L.A. Als Bean alleen gelaten wordt met het schilderij, weet hij het door toedoen van zijn eigen onhandigheid dusdanig te verminken, dat het niet meer te herstellen is. Alleen David weet hiervan. Vlak voordat het schilderij onthuld moet worden, vindt Bean echter een creatieve oplossing; hij vervangt het beschadigde doek door een poster.
Een andere verhaallijn is het gezinsleven van David. Zijn vrouw en kinderen zijn erop tegen dat Bean bij hen logeert en vertrekken. De naïeve Bean heeft natuurlijk niets in de gaten. Op het einde komt hij erachter wat hij heeft aangericht in het gezin. Hij betrekt dit ook in de indrukwekkende speech die hij houdt, als hij het doek onthult.
Na nog een paar wendingen en zijn optreden in een ziekenhuis, waar hij per ongeluk een goede daad verricht naar Davids gewonde dochter, komt alles op zijn pootjes terecht. Bean vertrekt weer naar Engeland, maar niet zonder het originele doek van Whistler's Mother, dat een mooi plekje boven zijn bed krijgt.

## Rolverdeling
| Acteur          | Personage        |
| --------------- | ---------------- |
| Rowan Atkinson  | Mr. Bean         |
| Peter MacNicol  | David Langley    |
| John Mills      |                  |
| Pamela Reed     | Alison Langley   |
| Harris Yulin    | George Grierson  |
| Burt Reynolds   | Newton           |
| Richard Gant    | Brutus           |
| Larry Drake     | Elmer            |
| Sandra Oh       | Bernice Schimmel |
| Danny Goldring  |                  |
| Johnny Galecki  | Stingo Wheelie   |
| Chris Ellis     | Butler           |
| Andrew Lawrence | Kevin Langley    |
| Peter Egan      | Walton           |
| Peter Capaldi   | Gareth           |
| June Brown      | Delilah          |
| Peter James     | Rosenblum        |
| Tricia Vessey   | Jennifer Langley |
| Tom McGowan     | Walter Huntley   |